# Sebastian Darke
Sebastian Darke är huvudpersonen i en bokserie av Philip Caveney.

## Bokserien
- Slaget om Keladon (Originalets titel: Sebastian Darke - Prince of fools)
- Kapten Callinestras skatt (Originalets titel: Sebastian Darke - Prince of pirates)
- Den förlorade staden (Originalets titel: Sebastian Darke - Prince of explorers)